# Țara Silvaniei (ziar)
Țara Silvaniei a fost un ziar editat în Zalău în 23 decembrie 1989. Țara Silvaniei a fost editat de Consiliul Frontului Salvării Naționale din județul Sălaj. Ziarul a fost editat de vechiul colectiv de la ziarul Năzuința. Pe 30 decembrie 1989, Țara Silvaniei s-a transformat în Graiul Sălajului.